# پیاسکی اچ-۱۶ ترنسپورتر
پیاسکی اچ-۱۶ ترابرد گر (به انگلیسی: Piasecki H-16 Transporter) با نام شرکتی پی‌وی-۱۵ یک بالگرد دوپروانه بود که توسط فرانک پیاسکی برای عملیات ترابری و امداد و نجات طراحی شد. نیروی زمینی و هوایی ایالات متحده آمریکا این مدل را ارزیابی و آزمایش کردند که با سقوط دومین پیش‌نمونهٔ آن، پروژه کنسل شد. این بالگرد در سال ۱۹۵۳ در فیلادلفیا به نمایش درآمد. از این مدل آزمایشی تنها ۲ فروند تولید شد.

## پیشینهٔ عملیاتی

### سقوط
در سال ۱۹۵۶ دومین نمونهٔ آزمایشی که وای‌اچ-۱۶ نام داشت و برای آزمایش به نیوجرسی رفته بود، در راه بازگشت به فیلادلفیا سقوط کرد. بعد از بررسی مشخص شد که دلیل سقوط نقص در رینگ لغزشی روتور عقب بود که باعث شد هماهنگی (سینک) بین ملخ جلو و عقب ازکار بیفتد. این بخش وظیفهٔ جمع‌آوری موقعیت و هماهنگی ملخ‌ها با فرمان گرفتن از کابین خلبان را داشت که با خراب شدن آن حلقهٔ دندانه‌دار، به بخش داخلی لولهٔ ثابت روتور نیز آسیب جدی وارد شد و تکه‌هایی از لوله را جدا کرد. بخشهای تکه‌تکه شدهٔ لوله نیز با شفت آلومینیمی روتور برخورد کرده و سوراخ‌هایی درونش ایجاد کردند. درنهایت شفت روتور حین پرواز از کار افتاد که باعث شد ملخ عقب و جلو از هماهنگی خارج شوند و با هم برخورد کنند. این سقوط به کشته شدن هردو خلبان آزمایشی منجر شد و نه‌تنها پروژهٔ اچ-۱۶ بلکه یک پروژه با فناوری مشابه به نام  «وای‌اچ-۱۶-بی» که توان حمل ۶۹ سرنشین را داشت نیز کنسل شود.

## مشخصات وای‌اچ-۱۶

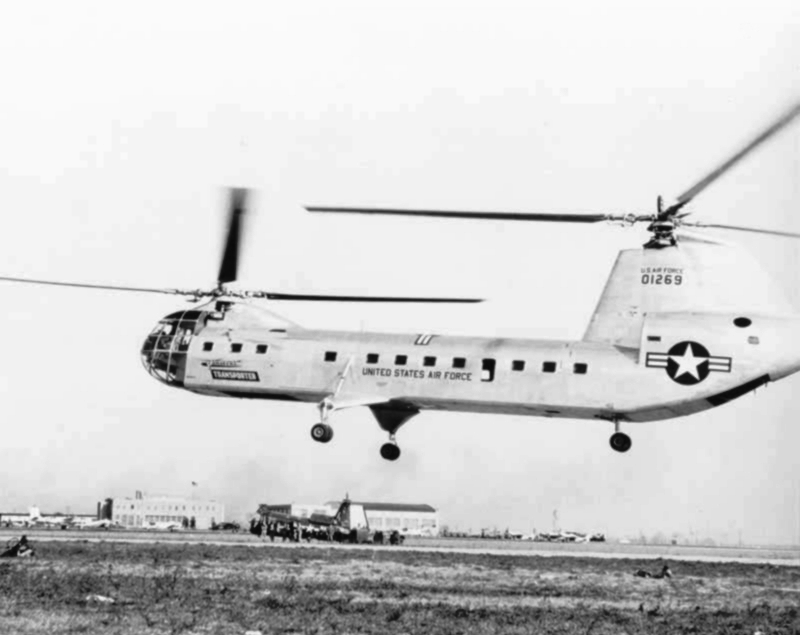
یکی از دو پیش‌نمونه

داده‌ها از U.S. Army Aircraft Since 1947
ویژگی‌های عمومی
- خدمه: ۳ خدمه (۱ خلبان و ۲ مهندس پرواز)[۶])
- ظرفیت: ۴۷ سرباز مسلح یا ۳۸ برانکار و ۵ پرستار
- طول: ۷۷ فوت ۷ اینچ (۲۳٫۶۵ متر)
- ارتفاع: ۲۵ فوت ۰ اینچ (۷٫۶۲ متر)
- وزن خالی: ۲۵٬۴۵۰ پوند (۱۱٬۵۴۴ کیلوگرم)
- وزن ناخالص: ۴۵٬۷۰۰ پوند (۲۰٬۷۲۹ کیلوگرم)
- پیشرانه: ۲ عدد توربوشفت الیسن تی۵۶, ۲٬۱۰۰ اسب بخار کوتاه (۱٬۶۰۰ کیلووات)  در هر موتور
- قطر روتور اصلی: ۲ عدد ۸۲ فوت (۲۵ متر)
- مساحت روتور اصلی: ۱۰٬۵۶۲ فوت مربع (۹۸۱٫۲ متر مربع)

عملکرد
- حداکثر سرعت: ۱۵۶ مایل بر ساعت (۲۵۱ کیلومتر بر ساعت، ۱۳۶ گره)
- سرعت کروز: ۱۲۵ مایل بر ساعت (۲۰۱ کیلومتر بر ساعت، ۱۰۹ گره)
- بُرد: ۲۱۶ مایل (۳۴۸ کیلومتر، ۱۸۸ مایل دریایی)
- حداکثر ارتفاع: ۱۵٬۶۰۰ فوت (۴٬۸۰۰ متر)